# Can Vendrell (Santa Eulàlia de Ronçana)
Can Vendrell és una masia de Santa Eulàlia de Ronçana (Vallès Oriental) inclosa a l'Inventari del Patrimoni Arquitectònic de Catalunya.

## Descripció
Masia de planta basilical, de planta baixa, pis i golfes. Està orientada cap a l'est.
L'edifici actual data dels segles XVII-XVIII. En 1949 s'hi van portar a terme algunes reformes i se li ubicà un rellotge de sol a la façana. Cal dir que en les reformes se li han afegit les dues petites finestres situades a l'esquerra de la façana principal. Alguns de les reixes que es poden observar són d'àpoca.
L'interior està molt ben cuidat i conté, per exemple, plafons de rajoles del segle xviii.